# Euregio Bodensee
Die Euregio Bodensee ist eine Europaregion im Bodenseeraum, die 1997 gegründet wurde. Im Jahr 2020 lebten in der Region über 4,17 Millionen Personen, wobei die Bevölkerungsdichte 317 Personen pro Quadratkilometer betrug.
Die Euregio Bodensee besteht aus
- den deutschen Landkreisen
  - in Baden-Württemberg: 
    - Bodenseekreis,
    - Konstanz,
    - Ravensburg,
    - Sigmaringen

  - und in Bayern: 
    - Lindau,
    - Oberallgäu,
    - sowie der kreisfreien Stadt Kempten (Allgäu),
- den schweizerischen Kantonen 
  - Appenzell Ausserrhoden,
  - Appenzell Innerrhoden,
  - St. Gallen,
  - Schaffhausen,
  - Thurgau und
  - Zürich,
- dem österreichischen Bundesland Vorarlberg und
- dem Fürstentum Liechtenstein.

Vorarlberg hat seine Mitarbeit bei den Viererlandtagen der Europaregion Tirol–Südtirol–Trentino wegen der hiesigen Zugehörigkeit eingeschränkt und wird dort nur mehr selektiv mitwirken. 